# Beniamino Socche
Beniamino Socche (Vicenza, 26 aprile 1890 – Pietra Ligure, 16 gennaio 1965) è stato un vescovo cattolico italiano.

## Biografia
Frequenta la scuola elementare dai Padri Giuseppini di San Leonardo Murialdo presso il Patronato Leone XIII di Vicenza, per poi passare al seminario diocesano. Il 20 luglio 1913 viene ordinato sacerdote dal vescovo Ferdinando Rodolfi, svolgendo quindi la sua attività pastorale, tra le altre sedi, a San Pietro in Gu ed Arcole, divenendo quindi arciprete di Valdagno. Il 19 marzo 1939 è ordinato vescovo di Cesena, per essere trasferito quindi, il 13 febbraio 1946, alla diocesi di Reggio Emilia.
Come a Cesena aveva vissuto gli anni tragici del secondo conflitto mondiale, in particolare il "passaggio del fronte" nel 1944, a Reggio Emilia si ritrova nella bufera del dopoguerra e del "triangolo della morte", con le continue uccisioni e violenze ad opera di partigiani comunisti.
Resta famoso il suo intervento contro gli omicidi di sacerdoti della sua diocesi; memorabile il modo con il quale affrontò l'uccisione di don Umberto Pessina.
Già dal primo giorno denuncia

Fino ad arrivare il 26 marzo 1955 a dire in occasione dei ferimenti e uccisioni di cattolici:
()
Impegno per la difesa dei suoi preti che aveva già messo in pratica durante il periodo successivo all'8 settembre 1943 nella diocesi di Cesena, quando interviene per salvare don Adamo Carloni catturato dai nazifascisti e destinato alla fucilazione.
Le sue pressioni sugli inquirenti concorsero, tuttavia, all'erronea condanna di Germano Nicolini basata su una serie di pesanti omissioni processuali.
Quale vescovo di Reggio Emilia aveva riconosciuto, il 19 marzo 1948, i Servi della Chiesa di don Dino Torreggiani come istituto secolare di diritto diocesano, con l'approvazione della Santa Sede.
Muore improvvisamente il 16 gennaio 1965 a Pietra Ligure, dove stava trascorrendo un periodo di riposo.
In suo onore è stato intitolato il campo sportivo parrocchiale del paese di Roteglia (RE).

## Genealogia episcopale e successione apostolica
La genealogia episcopale è:
- Cardinale Scipione Rebiba
- Cardinale Giulio Antonio Santori
- Cardinale Girolamo Bernerio, O.P.
- Arcivescovo Galeazzo Sanvitale
- Cardinale Ludovico Ludovisi
- Cardinale Luigi Caetani
- Cardinale Ulderico Carpegna
- Cardinale Paluzzo Paluzzi Altieri degli Albertoni
- Papa Benedetto XIII
- Papa Benedetto XIV
- Papa Clemente XIII
- Cardinale Marcantonio Colonna
- Cardinale Giacinto Sigismondo Gerdil, B.
- Cardinale Giulio Maria della Somaglia
- Cardinale Carlo Odescalchi, S.I.
- Cardinale Costantino Patrizi Naro
- Cardinale Lucido Maria Parocchi
- Cardinale Agostino Gaetano Riboldi
- Vescovo Francesco Ciceri
- Vescovo Ferdinando Rodolfi
- Vescovo Beniamino Socche

La successione apostolica è:
- Vescovo Giuseppe Bonacini (1959)